# 더그 미첼
더그 미첼(영어: Doug Mitchell, 1952년 4월 1일 ~ )는 영국의 배우이다. 《꼬마 돼지 베이브 2》(1999), 《해피 피트》(2006). 《매드 맥스: 분노의 도로》(2015) 등 조지 밀러 감독과 협업하고 있다.